# Nati nel 1909/Febbraio
| Questa pagina contiene informazioni ricavate automaticamente dalle voci biografiche con l'ausilio del template Bio e di un bot. L'aggiornamento è periodico e automatico e ricostruisce completamente la pagina. Se manca una persona in questa lista, sei pregato di non aggiungerla, ma accertati piuttosto che la sua voce biografica contenga il template Bio e che i dati anagrafici siano correttamente compilati. Se il template Bio manca, inseriscilo tu stesso o, in alternativa, metti l'avviso {{tmp\|Bio}} che ne segnala la mancanza. Se i dati riportati sono sbagliati, correggi direttamente la voce biografica; le modifiche saranno visibili in questa lista entro pochi giorni. Per chiarimenti vedi il progetto biografie. La lista contiene solo le 157 persone che sono citate nell'enciclopedia e per le quali è stato implementato correttamente il template Bio. Pagina aggiornata al 18 ago 2025. |

- 1º febbraio - Ernesto Belis, calciatore argentino
- 1º febbraio - Josef Hirtreiter, militare tedesco († 1978)
- 1º febbraio - Gerda Leo, fotografa tedesca († 1993)
- 1º febbraio - Ottavio Misefari, calciatore, allenatore di calcio e dirigente sportivo italiano († 1999)
- 1º febbraio - George Beverly Shea, cantante e compositore statunitense († 2013)
- 2 febbraio - Frank Albertson, attore statunitense († 1964)
- 2 febbraio - Roderick Barclay, diplomatico e banchiere inglese († 1996)
- 2 febbraio - Judith Barrett, attrice statunitense († 2000)
- 2 febbraio - Luigi Crocco, ingegnere italiano († 1986)
- 2 febbraio - Mario Dalfini, calciatore italiano
- 2 febbraio - Michel Nguyễn Khắc Ngữ, vescovo cattolico vietnamita († 2009)
- 2 febbraio - António Soares, calciatore portoghese
- 3 febbraio - André Cayatte, scrittore, giornalista e regista francese († 1989)
- 3 febbraio - Åke Holm, aracnologo e biologo svedese († 1989)
- 3 febbraio - Jaap Paauwe, calciatore olandese († 1982)
- 3 febbraio - Giovanni Roberti, sindacalista, politico e avvocato italiano († 2010)
- 3 febbraio - Dorothy Spencer, montatrice e attrice statunitense († 2002)
- 3 febbraio - Simone Weil, filosofa, mistica e scrittrice francese († 1943)
- 3 febbraio - Nikolaj Šatov, sollevatore sovietico († 1992)
- 4 febbraio - Virgilio Andrioli, giurista italiano († 2005)
- 4 febbraio - Abraham Calazacón, politico ecuadoriano († 1981)
- 4 febbraio - Vittorio Calvino, giornalista, commediografo e sceneggiatore italiano († 1956)
- 4 febbraio - Robert Coote, attore britannico († 1982)
- 4 febbraio - William Eriksen, calciatore norvegese († 1999)
- 4 febbraio - René Gruau, illustratore italiano († 2004)
- 4 febbraio - Kōichi Kudō, allenatore di calcio e calciatore giapponese († 1971)
- 5 febbraio - Grażyna Bacewicz, compositrice polacca († 1969)
- 5 febbraio - André Barsacq, regista, scenografo e direttore teatrale francese († 1973)
- 5 febbraio - Ernesto Calindri, attore italiano († 1999)
- 5 febbraio - Alfredo Conte, militare italiano († 1937)
- 5 febbraio - Arthur Cunliffe, calciatore inglese († 1986)
- 5 febbraio - Wagih El-Kashef, calciatore egiziano († 1973)
- 5 febbraio - Ninon Fovieri, attrice statunitense († 1989)
- 6 febbraio - Ugo Amoretti, calciatore e allenatore di calcio italiano († 1977)
- 6 febbraio - Piet Punt, calciatore olandese († 1973)
- 7 febbraio - Willy Bogner, sciatore nordico e imprenditore tedesco († 1977)
- 7 febbraio - Hélder Pessoa Câmara, arcivescovo cattolico brasiliano († 1999)
- 7 febbraio - Wilhelm Freddie, pittore, scultore e regista danese († 1995)
- 7 febbraio - Giovanni Firpo, ciclista su strada italiano († 1994)
- 7 febbraio - Giuseppe Geigerle, calciatore italiano († 1990)
- 7 febbraio - Silvio Golzio, statistico, dirigente d'azienda e banchiere italiano († 1994)
- 7 febbraio - Amedeo Guillet, militare e diplomatico italiano († 2010)
- 7 febbraio - David McGregor, pallanuotista britannico († 1990)
- 7 febbraio - Silvio Zavala, storico messicano († 2014)
- 8 febbraio - Maria Eisner, fotografa statunitense († 1991)
- 8 febbraio - Kató Lomb, traduttrice ungherese († 2003)
- 8 febbraio - Roldano Lupi, attore e doppiatore italiano († 1989)
- 8 febbraio - Ferenc Tóth, lottatore ungherese († 1981)
- 9 febbraio - Fergus Anderson, pilota motociclistico britannico († 1956)
- 9 febbraio - Heather Angel, attrice e doppiatrice britannica († 1986)
- 9 febbraio - Carlo Buscaglia, calciatore italiano († 1981)
- 9 febbraio - Modestino Guaschino, carabiniere e antifascista italiano († 1945)
- 9 febbraio - Carmen Miranda, cantante, attrice e ballerina portoghese († 1955)
- 9 febbraio - Giulio Racah, fisico e matematico italiano († 1965)
- 9 febbraio - Dean Rusk, politico statunitense († 1994)
- 9 febbraio - Leo Valiani, giornalista, antifascista e politico italiano († 1999)
- 10 febbraio - Henri Alekan, direttore della fotografia francese († 2001)
- 10 febbraio - Leslie Hurry, pittore, scenografo e costumista britannico († 1978)
- 10 febbraio - Bernhard Nooni, calciatore e cestista estone († 1997)
- 10 febbraio - Enrico Terracini, scrittore e poeta italiano († 1991)
- 11 febbraio - Paul Arnold, storico, giudice e scrittore francese († 1992)
- 11 febbraio - Max Baer, pugile e attore statunitense († 1959)
- 11 febbraio - Claude Chevalley, matematico francese († 1984)
- 11 febbraio - Al Eugster, animatore, scrittore e regista statunitense († 1997)
- 11 febbraio - Jean Gautheroux, calciatore francese († 1986)
- 11 febbraio - Joseph L. Mankiewicz, regista, sceneggiatore e produttore cinematografico statunitense († 1993)
- 11 febbraio - Luciano Neroni, basso italiano († 1951)
- 11 febbraio - Gustave Singier, pittore, incisore e decoratore belga († 1984)
- 11 febbraio - Hans Tibulski, calciatore tedesco († 1976)
- 11 febbraio - Géza Toldi, calciatore e allenatore di calcio ungherese († 1985)
- 11 febbraio - Saturnino de la Fuente García, supercentenario spagnolo († 2022)
- 11 febbraio - João Santos, calciatore portoghese
- 12 febbraio - Bernabé Ferreyra, calciatore argentino († 1972)
- 12 febbraio - Raymond Lambercy, cestista svizzero
- 12 febbraio - Zoran Mušič, pittore e incisore sloveno († 2005)
- 12 febbraio - Sigmund Rascher, militare e medico tedesco († 1945)
- 12 febbraio - Mario Riva, calciatore italiano
- 12 febbraio - Shin Saburi, attore e regista giapponese († 1982)
- 13 febbraio - Salvatore Bindi, calciatore italiano († 1972)
- 13 febbraio - Mario Casariego y Acevedo, cardinale e arcivescovo cattolico spagnolo († 1983)
- 13 febbraio - Jack Garrison, hockeista su ghiaccio statunitense († 1988)
- 13 febbraio - Kazimierz Kucharski, mezzofondista e velocista polacco († 1995)
- 13 febbraio - Luigi Vrenna, mafioso italiano († 1992)
- 14 febbraio - Aldo Bartocci, ingegnere italiano († 1984)
- 15 febbraio - Jenny Addams, schermitrice belga († 1990)
- 15 febbraio - Giovanni Braga, calciatore e allenatore di calcio italiano († 1966)
- 15 febbraio - Cesare Casirago, calciatore italiano († 1971)
- 15 febbraio - Giuseppe Chittolina, calciatore italiano († 1946)
- 15 febbraio - Miep Gies, centenario olandese († 2010)
- 15 febbraio - Guillermo Gorostiza, calciatore spagnolo († 1966)
- 16 febbraio - Hugh Beaumont, attore statunitense († 1982)
- 16 febbraio - Jeffrey Lynn, attore statunitense († 1995)
- 16 febbraio - Rick e Mac McDonald, imprenditore statunitense († 1998)
- 16 febbraio - Vicentino Michetti, disegnatore, scultore e imprenditore italiano († 1997)
- 17 febbraio - Gertrude Abercrombie, pittrice statunitense († 1977)
- 17 febbraio - Arturo Michelini, politico e giornalista italiano († 1969)
- 17 febbraio - Jef Scherens, pistard belga († 1986)
- 17 febbraio - Frank Spain, hockeista su ghiaccio statunitense († 1977)
- 18 febbraio - Rupert Fankhauser, alpinista, operaio e sportivo austriaco († 1937)
- 18 febbraio - Adolf Fiala, calciatore cecoslovacco († 1985)
- 18 febbraio - Kay Hammond, attrice inglese († 1980)
- 18 febbraio - Matti Järvinen, giavellottista finlandese († 1985)
- 18 febbraio - Pandelis Prevelakis, romanziere, poeta e drammaturgo greco († 1986)
- 18 febbraio - Wallace Stegner, storico e scrittore statunitense († 1993)
- 19 febbraio - Göte Andersson, pallanuotista svedese († 1975)
- 19 febbraio - Enrico Donati, pittore statunitense († 2008)
- 19 febbraio - Harold Smith, tuffatore statunitense († 1958)
- 20 febbraio - Heinz Erhardt, attore, cabarettista e compositore tedesco († 1979)
- 20 febbraio - Diego de Henriquez, italiano († 1974)
- 20 febbraio - Hermann Michel, militare tedesco († 1984)
- 20 febbraio - Vítor Silva, calciatore portoghese († 1982)
- 21 febbraio - Ariosto Agosti, rugbista a 15 italiano
- 21 febbraio - Andrew Anderson, calciatore scozzese († 1991)
- 21 febbraio - Hans Erni, pittore, disegnatore e scultore svizzero († 2015)
- 21 febbraio - Auguste Jordan, calciatore e allenatore di calcio austriaco († 1990)
- 21 febbraio - Bruno Tassini, arbitro di calcio italiano († 1989)
- 21 febbraio - Kōtoku Wamura, politico giapponese († 1997)
- 21 febbraio - Frank Wels, calciatore olandese († 1982)
- 22 febbraio - Danny Biasone, imprenditore italiano († 1992)
- 22 febbraio - Corrado Bonfantini, politico e partigiano italiano († 1989)
- 22 febbraio - Aldo Bozzi, magistrato e politico italiano († 1987)
- 22 febbraio - Enrico Castelli, cestista e dirigente sportivo italiano († 1983)
- 22 febbraio - Angelo Francesco Lavagnino, compositore italiano († 1987)
- 22 febbraio - Aleksandr Aronovič Pečerskij, militare sovietico († 1990)
- 23 febbraio - Vittorio Botticini, pittore italiano († 1978)
- 23 febbraio - Aldo Victor de Sanctis, fotografo e inventore italiano († 1996)
- 24 febbraio - Max Black, filosofo britannico († 1988)
- 24 febbraio - Abu l-Qasim al-Shabbi, poeta e saggista tunisino († 1934)
- 24 febbraio - Giuseppe Cianino, militare italiano († 1945)
- 24 febbraio - Enrico Degli Incerti, aviatore e militare italiano († 1938)
- 24 febbraio - August Derleth, scrittore statunitense († 1971)
- 24 febbraio - Joseph Fischer, calciatore lussemburghese († 1986)
- 24 febbraio - Riccardo Freda, regista e sceneggiatore italiano († 1999)
- 24 febbraio - Milton Frome, attore statunitense († 1989)
- 25 febbraio - Lev Arcimovič, fisico russo († 1973)
- 25 febbraio - Édouard Gardère, schermidore francese († 1969)
- 25 febbraio - Silvio Geuna, politico, giornalista e religioso italiano († 1998)
- 25 febbraio - Ernst Erich Noth, scrittore tedesco († 1983)
- 25 febbraio - Marguerite Lafiteau, ginnasta e cestista francese († 2015)
- 25 febbraio - Edgar Pangborn, scrittore statunitense († 1976)
- 25 febbraio - Donato Turrini, politico e giornalista italiano († 1992)
- 26 febbraio - Gunnar Andersen, saltatore con gli sci norvegese († 1988)
- 26 febbraio - Ralph Berzsenyi, tiratore a segno ungherese († 1978)
- 26 febbraio - Claude Cahen, arabista e storico francese († 1991)
- 26 febbraio - August Lehmann, calciatore svizzero († 1973)
- 26 febbraio - Talal di Giordania, sovrano giordano († 1972)
- 26 febbraio - Michel Tapié, critico d'arte francese († 1987)
- 27 febbraio - Väinö Myllyrinne, showman finlandese († 1963)
- 28 febbraio - Loris Bulgarelli, aviatore e militare italiano († 1940)
- 28 febbraio - Ketti Frings, scrittrice e sceneggiatrice statunitense († 1981)
- 28 febbraio - Teiichi Matsumaru, calciatore giapponese († 1997)
- 28 febbraio - Frank Righeimer, schermidore statunitense († 1998)
- 28 febbraio - John D. Skilton, storico dell'arte e militare statunitense († 1992)
- 28 febbraio - Olan Soule, attore e doppiatore statunitense († 1994)
- 28 febbraio - Stephen Spender, poeta e saggista inglese († 1995)
- 28 febbraio - Maria Trabucchi, filantropa italiana († 2005)
- 28 febbraio - Jock West, pilota motociclistico britannico († 2004)